# Aharon Appelfeld
Aharon Erwin Appelfeld (16. února 1932 Severní Bukovina, Rumunské království, dnes Ukrajina – 4. ledna 2018 Petach Tikva) byl izraelský spisovatel, jenž obsadil v roce 2005 v internetové anketě 200 největších Izraelců 157. příčku.

## Život a dílo
Narodil se v roce 1932 jako jedináček v německy hovořící židovské rodině ve vsi Stara Žadova, resp. rumunsky Jadova poblíž Černovic, jeho matku mu zavraždili cizí muži na ulici před očima a otce odvedli neznámo kam. Aharon byl následně (stejně jako jeho otec) internován v rumunském táboře v Transnistrii, ze kterého se mu podařilo utéci; poté se tři roky potloukal v ukrajinských lesích. Se svým otcem se pak setkal až po dvaceti letech v Izraeli.
Aharon Erwin Appelfeld zemřel v Izraeli v noci ze středy na čtvrtek dne 4. ledna 2018 ve věku 85 let.

### České překlady zhebrejštiny
- Květy temnoty. 1. vyd. V Praze: Plus, 2014. 285 S. Překlad: Šárka Doležalová
- O holčičce z jiného světa. 1. vyd. V Praze: Albatros, 2014. 111 S. Překlad: Šárka Doležalová
- Sebeklam: novely. 1. vyd. Praha: Academia, 2000. 260 S. Překlad: Jiřina Šedinová